# 佐々木恵理 (競輪選手)
佐々木 恵理（ささき えり、1989年12月13日 - ）は、愛知県豊橋市出身の女子競輪選手。日本競輪選手会愛知支部所属、ホームバンクは豊橋競輪場。日本競輪学校（当時。以下、競輪学校）第110期生。師匠は山田二三補（64期）。

## 経歴
愛知教育大学卒業。小学校からソフトボールをはじめ、大学まで打ち込んでいた。大学卒業後は自動車関連企業に就職し、システムエンジニアとして勤務。テレビでガールズケイリンの特集を観て、競輪選手を志したという。
2014年12月24日、競輪学校第110回技能試験に合格。在校競走成績は17位（1勝）。
2016年7月18日、名古屋競輪場でデビューし4着。初勝利は同年7月19日の名古屋競輪場で挙げた。